# Церква Успіння Пресвятої Богородиці (Пеньківці)
Церква Успіння Пресвятої Богородиці в Пеньківцях — парафія і храм Підволочиського благочиння Тернопільської єпархії Православної церкви України в селі Пеньківці Тернопільського району Тернопільської области.

## Історія церкви
У 1904 році з ініціативи громади було збудовано храм Успіння Пресвятої Богородиці.
У 1961 році церкву закрили. 28 серпня 1989 року її знову відкрили та освятили. Перед входом до храму розташована дзвіниця.
Завдяки громаді під керівництвом о. Степана Кебала храм підтримується у належному стані. У селі зберігся пам'ятний хрест на честь боротьби за тверезий спосіб життя.

## Парохи
- о. Рожевський,
- о. Степан Кебало (з ?).